# Dobrzenice
Dobrzenice est une localité polonaise de la gmina de Ciepłowody, située dans le powiat de Ząbkowice Śląskie en voïvodie de Basse-Silésie.

## Histoire
De 1742 à 1932, Siegroth fait partie de l'arrondissement de Nimptsch dans le district de Breslau au sein de la province de Silésie.